# Colin Coosemans
Colin Coosemans, né le 3 août 1992 à Gand, est un footballeur belge qui joue au poste de gardien de but au RSC Anderlecht, dont il est actuellement le capitaine.

## Biographie

### En club

#### Chez les jeunes
Coosemans commence à jouer au football en 1997 au Tenstar Melle, petit club de provinciale, qu'il quitte après une saison pour le VSV Gand avant, deux ans plus tard, de franchir un grand pas en rejoignant le Club Bruges KV pour y peaufiner sa formation. En 2010, à l'âge de 18 ans, il passe des équipes de jeunes aux professionnels.

#### Club Bruges KV
Il fait ses débuts professionnels pour le FC Bruges le 30 septembre 2010, lors de la phase de groupes de Ligue Europa contre le club espagnol du Villarreal CF. Le 3 octobre 2010, il fait ses débuts de championnat contre le La Gantoise. Il gagne ses galons de titulaire malgré la concurrence de deux anciens internationaux, Stijn Stijnen et Geert De Vlieger, profitant de la suspension du premier et d'une blessure du second. Mais après un mauvais match contre le KRC Genk le 29 octobre 2011, il est renvoyé sur le banc des remplaçants, puis dans le noyau espoirs après le transfert de Bojan Jorgacević.

#### Waasland-Beveren
En juin 2012, il est prêté pour un an à Waasland-Beveren, néo-promu en Division 1. Le 25 mai 2013, il s'engage définitivement et signe un contrat de deux ans avec le club waaslandien, dont il est le gardien titulaire.

#### KV Mechelen
En juillet 2015, il signe pour 3,5 ans en faveur du KV Mechelen.
En 2017, il réalise une belle performance en Division 1. En effet, lors des arrêts de jeu de Royal Excel Mouscron-KV Mechelen, le marquoir indique 2-1 pour le Royal Excel Mouscron. Le KV Mechelen bénéficie d'un dernier coup de coin. Le gardien malinois traverse le terrain, récupère le ballon côté droit, tente un grand pont et perd le ballon. Le mouscronnois, Jonathan Bolingi, rate sa relance. Coosemans s'arrache, retrouve le cuir et écrase son centre qui se transforme passe décisive pour Elias Cobbaut. Ce dernier s'applique et ajuste le portier local, Logan Bailly.

### En sélections nationales
Colin Coosemans joue principalement pour la sélection belge des moins de 19 ans jusqu'à la sélection belge espoirs.

## Statistiques

### En club
| Saison                | Club                    | Championnat           | Championnat | Championnat | Coupe(s) nationale(s) | Coupe(s) nationale(s) | Compétition(s) continentale(s) | Compétition(s) continentale(s) | Compétition(s) continentale(s) | Autres compétitions | Autres compétitions | Autres compétitions | Total | Total |
| Saison                | Club                    | Division              | M.          | B.          | M.                    | B.                    | Comp.                          | M.                             | B.                             | Comp.               | M.                  | B.                  | M.    | B.    |
| 2010-2011             | Club Bruges KV          | Division 1            | 11          | 0           | 1                     | 0                     | C3                             | 1                              | 0                              | PO1                 | 8                   | 0                   | 21    | 0     |
| 2011-2012             | Club Bruges KV          | Division 1            | 12          | 0           | 2                     | 0                     | C3                             | 7                              | 0                              | PO1                 | 1                   | 0                   | 22    | 0     |
| Sous-total            | Sous-total              | Sous-total            | 23          | 0           | 3                     | 0                     | -                              | 8                              | 0                              | -                   | 9                   | 0                   | 43    | 0     |
| 2012-2013             | Waasland-Beveren (prêt) | Division 1            | 18          | 0           | 1                     | 0                     | -                              | -                              | -                              | PO2                 | 6                   | 0                   | 25    | 0     |
| 2013-2014             | Waasland-Beveren        | Division 1            | 30          | 0           | 0                     | 0                     | -                              | -                              | -                              | PO2                 | 3                   | 0                   | 33    | 0     |
| 2014-2015             | Waasland-Beveren        | Division 1            | 22          | 0           | -                     | -                     | -                              | -                              | -                              | PO2                 | -                   | -                   | 22    | 0     |
| Sous-total            | Sous-total              | Sous-total            | 70          | 0           | 1                     | 0                     | -                              | -                              | -                              | -                   | 9                   | 0                   | 80    | 0     |
| 2015-2016             | KV Malines              | Division 1            | 0           | 0           | 0                     | 0                     | -                              | -                              | -                              | PO2                 | -                   | -                   | 0     | 0     |
| 2016-2017             | KV Malines              | Division 1A           | 18          | 0           | 2                     | 0                     | -                              | -                              | -                              | PO2                 | 10                  | 0                   | 30    | 0     |
| 2017-2018             | KV Malines              | Division 1A           | 30          | 0           | 2                     | 0                     | -                              | -                              | -                              | -                   | -                   | -                   | 32    | 0     |
| Sous-total            | Sous-total              | Sous-total            | 48          | 0           | 4                     | 0                     | -                              | -                              | -                              | -                   | 10                  | 0                   | 62    | 0     |
| 2018-2019             | KAA La Gantoise         | Division 1A           | 2           | 0           | 0                     | 0                     | C3                             | 1                              | 0                              | PO1                 | 0                   | 0                   | 3     | 0     |
| 2019-2020             | KAA La Gantoise         | Division 1A           | 1           | 0           | 1                     | 0                     | C3                             | 0                              | 0                              | -                   | -                   | -                   | 2     | 0     |
| 2020-2021             | KAA La Gantoise         | Division 1A           | 0           | 0           | -                     | -                     | C1+C3                          | 0+1                            | 0+0                            | PO2                 | -                   | -                   | 1     | 0     |
| Sous-total            | Sous-total              | Sous-total            | 3           | 0           | 1                     | 0                     | -                              | 2                              | 0                              | -                   | 0                   | 0                   | 6     | 0     |
| 2021-2022             | RSC Anderlecht          | Division 1A           | 0           | 0           | 0                     | 0                     | C4                             | 0                              | 0                              | PO1                 | 0                   | 0                   | 0     | 0     |
| 2022-2023             | RSC Anderlecht          | Division 1A           | 0           | 0           | -                     | -                     | C4                             | 0                              | 0                              | -                   | -                   | -                   | 0     | 0     |
| 2023-2024             | RSC Anderlecht          | Division 1A           | 0           | 0           | 0                     | 0                     | -                              | -                              | -                              | PO1                 | 3                   | 0                   | 3     | 0     |
| 2024-2025             | RSC Anderlecht          | Division 1A           | 28          | 0           | 5                     | 0                     | C3                             | 11                             | 0                              | PO1                 | 10                  | 0                   | 54    | 0     |
| 2025-2026             | RSC Anderlecht          | Division 1A           | 4           | 0           | -                     | -                     | C3+C4                          | 2+2                            | 0+0                            | -                   | -                   | -                   | 8     | 0     |
| Sous-total            | Sous-total              | Sous-total            | 32          | 0           | 5                     | 0                     | -                              | 15                             | 0                              | -                   | 13                  | 0                   | 65    | 0     |
| 2023-2024             | RSCA Futures            | Division 1B           | 11          | 0           | -                     | -                     | -                              | -                              | -                              | -                   | -                   | -                   | 11    | 0     |
| Total sur la carrière | Total sur la carrière   | Total sur la carrière | 187         | 0           | 14                    | 0                     | -                              | 25                             | 0                              | -                   | 41                  | 0                   | 267   | 0     |

## Palmarès

### En club
|  |  | RSC Anderlecht - Coupe de Belgique : - Finaliste : 2025. |